# Nagyfalva megállóhely
Nagyfalva megállóhely (németül: Bahnhof Mogersdorf) egy burgenlandi vasútállomás, Nagyfalva településen, melyet az ÖBB üzemeltet.

## Vasútvonalak
Az állomást az alábbi vasútvonalak érintik:
- Steirische Ostbahn

## Kapcsolódó állomások
A vasútállomáshoz az alábbi állomások vannak a legközelebb:
- Szentgotthárd vasútállomás
- Gyanafalva vasútállomás

## Forgalom
| Járat                 | Útvonal | Gyakoriság   |
| --------------------- | --- | ------------ |
| személyvonat (Regio/) | Graz Hauptbahnhof – Graz Don Bosco – Graz Stadion Liebenau – Graz Liebenau-Murpark – Raaba – Hart bei Graz – Laßnitzhöhe – Laßnitzthal – Gleisdorf – Takern-St. Margarethen – Studenzen-Fladnitz – Rohr/Raab – Gniebing – Feldbach – Lödersdorf – Fehring – Hohenbrugg a. d. Raab – Jennersdorf (Gyanafalva) – Mogersdorf (Nagyfalva) – Szentgotthárd | 1-2 óránként |